# Psilochorema tautoru
Psilochorema tautoru là một loài Trichoptera trong họ Hydrobiosidae. Chúng phân bố ở miền Australasia.